# هربشنت
قرية هربشنت هي إحدى القرى التابعة لمركز ببا في محافظة بني سويف في جمهورية مصر العربية. حسب إحصاءات سنة 2006، بلغ إجمالي السكان في هربشنت 7565 نسمة، منهم 3881 رجل و3684 امرأة.